# George Stigler
George Joseph Stigler (ur. 17 stycznia 1911 w Renton, stan Waszyngton, zm. 1 grudnia 1991 w Chicago, Illinois) – amerykański ekonomista, laureat Nagrody Banku Szwecji im. Alfreda Nobla w dziedzinie ekonomii w 1982 roku.

## Życiorys
Studiował na University of Washington (1931), obronił doktorat na University of Chicago. W latach 1947–1958 był profesorem Columbia University w Nowym Jorku, następnie Uniwersytetu Chicagowskiego. Od 1964 prezes Amerykańskiego Towarzystwa Ekonomicznego, 1977 założył w Chicago Center for the Study of the Economy and the State. Stworzył tzw. chicagowską szkołę ekonomii.
Zajmował się przede wszystkim rynkiem pracy i wyborem publicznym. Podał w wątpliwość pogląd, że regulacja rządowa gospodarki ma na celu tylko ochronę konsumenta, wskazując, że często chodzi o ochronę producentów. Wprowadził teorię job search, według której źródłem części bezrobocia jest chęć dysponowania czasem koniecznym do znalezienia lepszego zatrudnienia niż posiadane.
W 1982 roku otrzymał Nagrodę Banku Szwecji im. Alfreda Nobla w dziedzinie ekonomii za osiągnięcia w badaniach nad strukturą przemysłu, funkcjonowaniem rynku oraz przyczynami i skutkami regulacji rynku przez państwo.

## Publikacje
- The Theory of Price (1946)
- The Intellectual and the Market Place (1964)
- Essays in the History of Economic Thought (1965)
- The Citizen and the State (1975)
- The Economist as Preacher and Other Essays (1982)